# Katarzyna Demianiuk
Katarzyna Demianiuk (ur. 14 marca 1980 w Warszawie) – polska wioślarka. Wicemistrzyni świata w dwójce podwójnej wagi lekkiej (2001) w parze z Iloną Mokronowską

## Życiorys
Była zawodniczką AZS-AWF Warszawa. Startowała w jedynce i dwójce podwójnej wagi lekkiej. Pięciokrotnie startowała w mistrzostwach świata. W pierwszym starcie w 1999 w jedynce została zdyskwalifikowana w wyścigu repasażowym, w 2000 zajęła w tej samej konkurencji 8. miejsce w finale B. Od 2001 pływała w dwójce podwójnej wagi lekkiej w parze z Iloną Mokronowską, a trenerem załogi był Jerzy Broniec. Na mistrzostwach świata w 2001 osiągnęła swój największy sukces, zdobywając srebrny medal. W 2002 zajęła w tej samej konkurencji czwarte miejsce, w 2003 nie ukończyła biegu repasażowego.
Była także medalistką mistrzostw Polski, m.in. mistrzynią (2001) i wicemistrzynią w jedynce wagi lekkiej (2003)